# Miljana
Miljana falu Horvátországban Krapina-Zagorje megyében. Közigazgatásilag Zagorska Selához tartozik.

## Fekvése
Krapinától 20 km-re délnyugatra, községközpontjától 4 km-re északnyugatra, a Horvát Zagorje északnyugati részén, a Szutla völgyében a szlovén határ mellett fekszik.

## Története
A település a középkorban a nagytábori uradalomhoz tartozott és egy volt az uradalom kis falvai közül, amíg a Rátkay család a Sutla partján emelkedő magaslaton kastély építésébe nem kezdett. Az építés első szakasza 1597 és 1602 között tartott, amikor a kastély reneszánsz északi szárnya épült meg. A 17. század folyamán felépült a nyugati kastélyszárny is. A déli homlokzati szárnyat, valószínűleg a 18. század közepén építették fel és a déli szárny felépítésével, még a Rátkayak idejében fejezték be Miljana kiépítését. A Rátkay család kihalása után 1793-ban a birtok a kincstáré lett. A 19. században csak kisebb építések történtek az épületen. 1849 körül a nyugati szárny homlokzatának egyik árkádját elfalazták és kápolnává alakították át. A nyugati szárny és a déli homlokzati szárny közti kerítés helyére egy földszintes épületet építettek. A kastélyt  1852-ben Kuhtich Antal vásárolta meg unokaöccse, Kuhtich Lajos részére. 1890 körül a Jäger család vette meg és 1980-ig meg is tartotta. Ekkor tulajdonosa dr. Franjo Kajfež lett, aki az épületet felújíttatta, majd kiállítást rendezett benne.
A településnek 1857-ben 254, 1910-ben 304 lakosa volt. Trianonig Varasd vármegye Klanjeci járásához tartozott. A településnek 2001-ben 114 lakosa volt.

## Nevezetességei
A falu nyugati részén a Sutla partján emelkedő dombon áll Rátkay család 1597 és 1603 között épített kastélya. A kastély négyszárnyú épület belső udvarral, amit egyenetlen magasságú és szélességű szárnyak fognak közre. Építése többszöri átalakítás és bővítés után lényegében a 17. század elejétől, a 19. század közepéig tartott. Végleges formáját a déli homlokfal szárnyának felépítésével kapta meg. Utoljára az 1980-as években újították meg. Értékes falfestményei mitológiai témákat, pasztorális ábrázolásokat és 18. század második felei birtokosainak életéből vett jeleneteket tartalmaznak. A kastély berendezéséből különösen értékesek a rokokó cserépkályhák. A kastély körüli kis parkot a 19. század végén alakították ki, melyből mára csak néhány fa maradt.

## Külső hivatkozások
- Zagorska Sela község hivatalos oldala
- A zagorska selai plébánia honlapja
- Mladen Obad Šćitaroci: Kastélyok és történelmi kertek a horvátországi Zagorjében